# Pavol Peter Gojdič

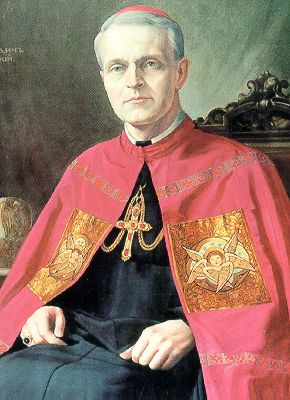
Pavol Peter Gojdič, Bischof von Prešov (1927–1960)

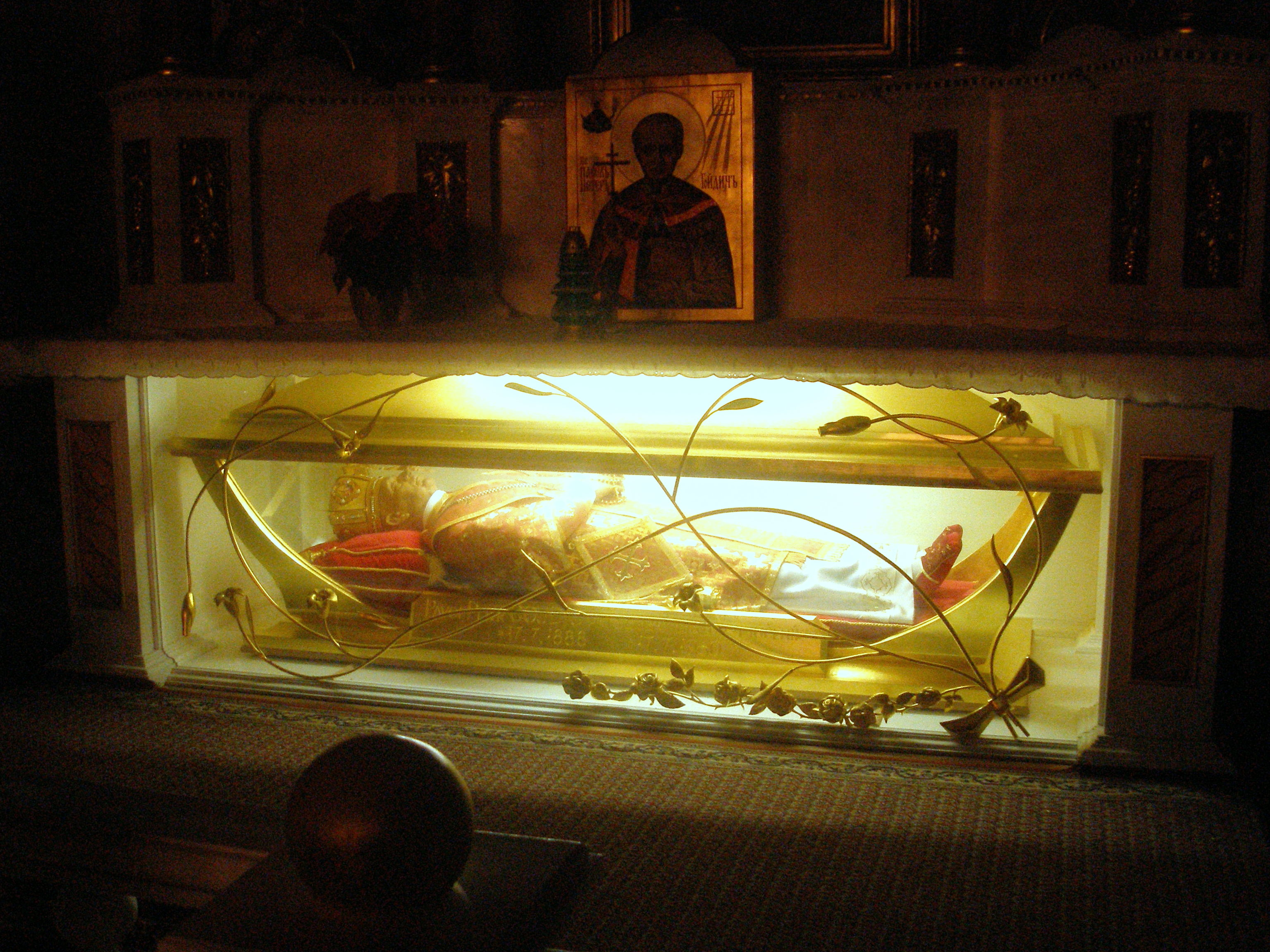
Sarkophag des seligen Bischofs Pavol Peter Gojdič

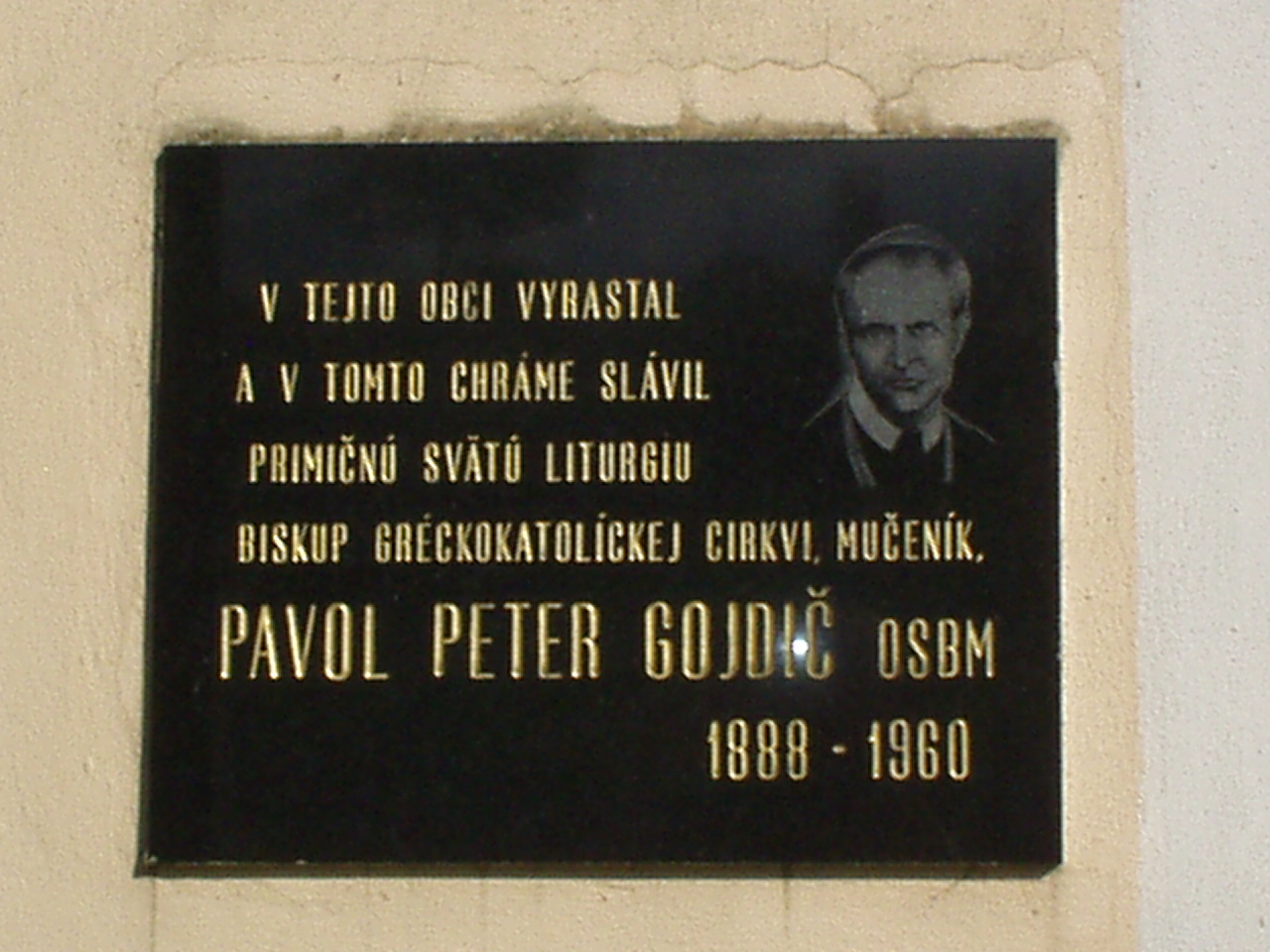
Gedenktafel

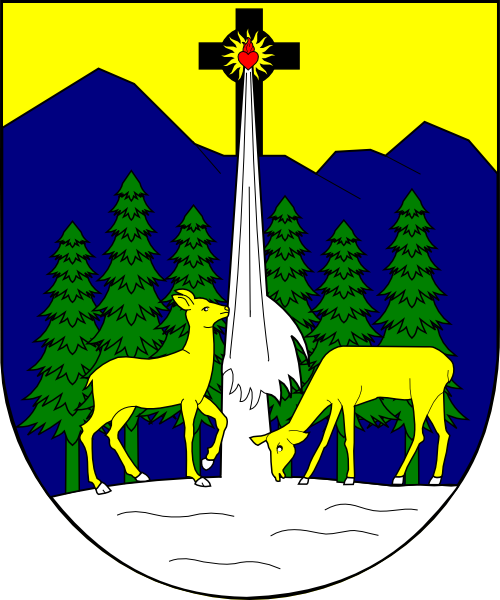
Wappen des Bischofs von Prešov

Pavol Peter Gojdič OSBM (* 17. Juli 1888 in Ruské Pekľany bei Prešov; † 17. Juli 1960 in Leopoldov, Tschechoslowakei) war von 1927 bis zu seinem Tod im Jahr 1960 griechisch-katholischer Bischof von Prešov und wurde am 4. November 2001 vom Papst Johannes Paul II. seliggesprochen.

## Leben und Wirken
Pavol Peter Gojdič empfing am 11. August 1911 durch Bischof Ján Vályi die Priesterweihe für die Eparchie Prešov. Am 27. Januar 1923 wurde er in die Ordensgemeinschaft der Basilianer des hl. Josaphat inkardiniert.
Am 14. September 1926 wurde er zum Apostolischen Administrator der Eparchie Prešov ernannt. Am 7. März 1927 ernannte ihn Papst Pius XI. zum Titularbischof von Harpasa. Die Bischofsweihe spendete ihm der Bischof von Križevci, Dionisije Njaradi, am 25. März desselben Jahres. Mitkonsekratoren waren der Apostolische Vikar für die ukrainischen griechisch-katholischen Gläubigen in den Vereinigten Staaten, Constantine Bohachevsky, und der Bischof von Przemyśl-Sambir und Sanok, Josaphat Kocylovskyj OSBM. Erst am 11. April 1940 wurde Gojdič regulärer Diözesanbischof von Prešov.
Als einziger slowakischer Bischof protestierte Gojdič während des Zweiten Weltkriegs öffentlich gegen den Holocaust. Darüber hinaus ließ er Hunderte von Juden pro forma taufen, um sie vor dem Völkermord zu retten. Im Jahr 2007 erhielt Bischof Gojdič dafür posthum von der Holocaust-Gedenkstätte Yad Vashem die Auszeichnung als Gerechter unter den Völkern.
Nach der kommunistischen Machtergreifung in der Tschechoslowakei wurde Gojdič 1950 gemeinsam mit seinem Weihbischof Vasiľ Hopko und anderen griechisch-katholischen Geistlichen, die sich der Unterdrückung ihrer Kirche durch den Staat widersetzten, verhaftet.
Gegen Gojdič und die katholischen Bischöfe Ján Vojtaššák und Michal Buzalka wurde ein Schauprozess geführt, bei dem er im Januar 1951 zu einer lebenslangen Haftstrafe verurteilt wurde. Nach den jahrelangen Martyrien in der Gefangenschaft verstarb Gojdič an seinem 72. Geburtstag im Gefängniskrankenhaus von Leopoldov.